# Bill Haley
William John Clifton "Bill" Haley, född 6 juli 1925 i Highland Park, Wayne County, Michigan, död 9 februari 1981 i Harlingen, Texas, var en amerikansk rockartist och sångare.
Med en coverversion av Big Joe Turners "Shake, Rattle and Roll" hamnade gruppen Bill Haley & His Comets (inspirerat av Halleys komet) på hitlistan amerikanska "Top Ten" i juli 1954. Haley anpassade då en svart rhythm & blues-låt till en mer strömlinjeformad takt, rock'n'roll. Bill Haley and His Comets spelade den 12 april 1954 in en milstolpe inom rock'n'roll med låten "(We're Gonna) Rock Around the Clock". Låten blev 1955 populär när den spelades i filmen Vänd dem inte ryggen (Blackboard Jungle), och nådde samma år förstaplatsen både på Billboard Hot 100, och brittiska singellistan. 1956 hade han och gruppen ytterligare hitlåtar med "See You Later, Alligator". Under slutet av 1950-talet blev framgångarna dock färre. Enbart låten "Rock Around the Clock" skriver dock in Bill Haley bland de stora namnen inom rock'n'roll.
Trots sin ålder, så fortsätter kompbandet The Comets att turnera än idag och spela de gamla hitsen. De spelar främst då på olika rock'n'roll- och rockabilly-festivaler.

## Några kända hits
- Shake, Rattle and Roll
- (We're Gonna) Rock Around the Clock
- See You Later, Alligator
- Razzle Dazzle
- Burn That Candle
- Skinny Minny
- The Saints Rock n Roll
- Rip it up (har framförts av åtskilliga artister, däribland Little Richard, Elvis Presley och John Lennon)
- Comet Rock
- 40 Cups of Coffee